# گمینا شاموتووی
گمینا شاموتووی (به لهستانی:  Gmina Szamotuły) یک گمینا در لهستان است که در شهرستان شاموتووی واقع شده‌است.
گمینا شاموتووی ۱۷۵٫۰۷ کیلومتر مربع مساحت و ۲۸٬۵۷۵ نفر جمعیت دارد.

## خواهرخوانده
شهرهای برونک و بخش مارچ خواهرخوانده‌های گمینا شاموتووی هستند.